# Aleko Konstantinov
Aleko Konstantinov (bulharsky Алеко Константинов 13. ledna 1863 Svištov – 23. května 1897 Radilovo, Bulharsko) byl bulharský spisovatel, právník, veřejný činitel a zakladatel organizovaného turistického hnutí.

## Životopis
Aleko Konstantinov se narodil v rodině významného svištovského obchodníka Ivanice Chadžikonstantinova a Tinky roz. Ivanova (1846–1886). Měl tři sestry: Elenu (1865–1889), Ljubu (1867–1885) a Veselinu (1869–1890).
Studoval u soukromých učitelů Emanuela Vaskidoviče a Janka Mustakova, na škole ve Svištově (1872–1874) a na Aprilovském gymnáziu v Gabrovu (1874–1877). Během rusko-turecké osvobozenecké války byl písařem v kanceláři svítovského gubernátora Marka Balabanova (1877), po válce pokračoval ve studiu a jako absolvent Južnoslovanského internátu Todora Minkova absolvoval gymnázium v Nikolajevu v Ruském impériu (1881), v roce 1885 absolvoval práva na Novorossijské univerzitě v Oděse.
Po návratu do Bulharska působil Aleko Konstantinov jako soudce (1885–1886) a prokurátor (1886) u sofijského okresního soudu, asistent prokurátora (1886–1888) a soudce (1890–1892) u sofijského odvolacího soudu a právní poradce sofijské městské vlády (1896). Poté, co byl dvakrát z politických důvodů odvolán, působil do konce života jako svobodný právník v Sofii.
Aleko Konstantinov byl zabit při neúspěšném atentátu na svého stranického kolegu Michaila Takeva 23. května 1897. 
Patří mezi klasiky bulharského fejetonu a cestopisu, je autorem jedné z nejpopulárnějších postav bulharské literatury – Baj Gaňu.

## Dílo

### V češtině
- Spolek střídmosti – in: 1000 nejkrásnějších novel... č. 50, úvod František Sekanina, přeložil Petko Šimanov. Praha: J. R. Vilímek, 1913
- Baj Gaňu a jiné prózy – přeložili Zdenka Hanzová a Zdeněk Urban. Praha: SNKLHU, 1953